# Elin Lundberg
Elin Lundberg, född 15 maj 1993 i Malung, är en svensk ishockeyspelare (back) som spelar i Riksserien för Leksands IF.
Hon har spelat 13 landskamper med Damkronorna.

## Klubbar
- Malungs IF (moderklubb)
- Leksands IF